# Percival Lowell
Percival Lowell (Boston, Massachusetts, 13 de marzo de 1855 - Flagstaff, Arizona, 12 de noviembre de 1916) fue un astrónomo estadounidense, convencido de que existían canales de origen artificial en Marte. Fundó el Observatorio Lowell en Flagstaff, Arizona.

## Biografía
Percivall Lowell provenía de una familia adinerada de Boston. Su hermano más joven Abbott Lawrence Lowell llegó a presidir la Universidad de Harvard y su hermana, Amy Lowell fue una conocida poetisa y crítica literaria en la época. Percival Lowell se graduó con distinciones en matemáticas en la Universidad de Harvard en 1876. Durante varios años viajó por Extremo Oriente antes de iniciar su carrera como astrónomo a tiempo completo. En 1894 se desplazó a Flagstaff, Arizona, donde construyó un observatorio que permanece activo en nuestros días, el Observatorio Lowell. Desde 1902 hasta su muerte fue profesor no residente del Instituto tecnológico de Massachusetts (MIT).

### Los canales de Marte

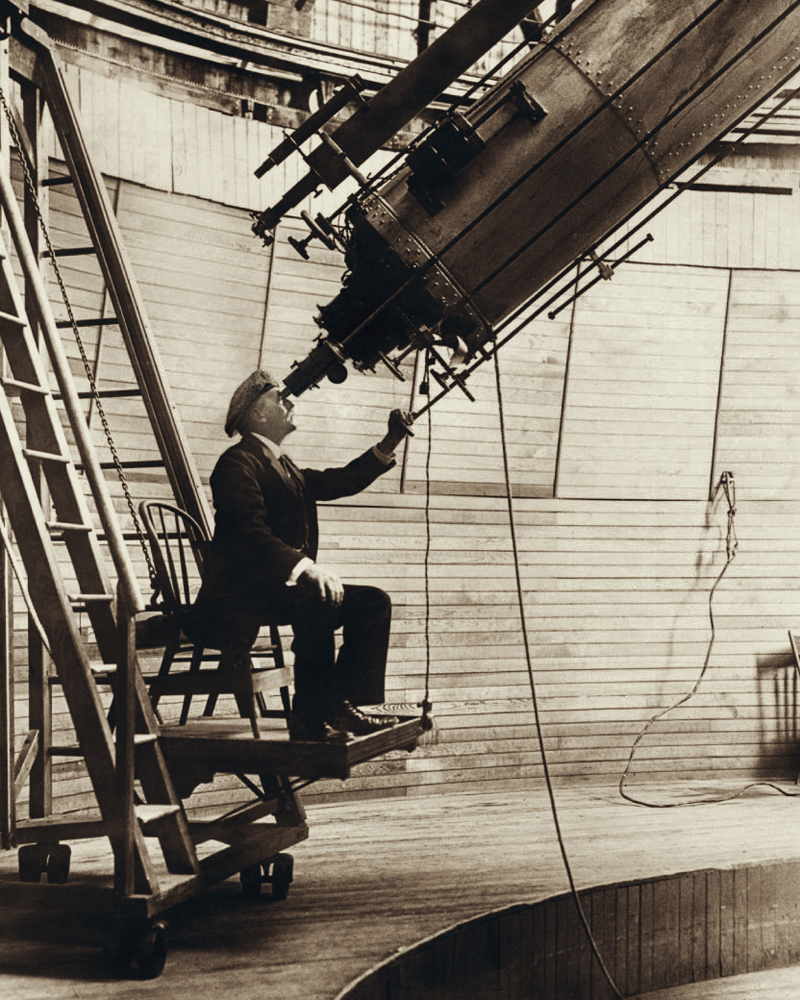
Percival Lowell observando Marte desde el Observatorio Lowell.

Lowell fue en Estados Unidos el principal defensor de la existencia de los Canales de Marte de origen artificial. Había recogido esa idea de las observaciones y dibujos de Giovanni Schiaparelli, un astrónomo italiano de gran prestigio que había anotado la palabra canali en algunas estructuras alargadas de la superficie del planeta. Lowell se interesó en el tema y pasó varios años observando la superficie de Marte y realizando multitud de dibujos de su superficie. Expuso sus observaciones y teorías en tres libros: Mars (1895), Mars and Its Canals (1906), y Mars As the Abode of Life (1908).
Gran parte de la iconografía popular de los marcianos como extraterrestres prototípicos proviene de las obras de Lowell sobre los canales de Marte y la necesidad de una civilización avanzada capaz de extraer el agua de sus polos y llevarla a las regiones ecuatoriales menos frías. En 1912, cuatro años después de que Lowell publicara sus teorías sobre la vida en Marte, Edgar Rice Burroughs comenzaría una serie de novelas de ciencia ficción sobre los habitantes de Marte. A medida que Lowell se fue quedando solo como defensor de la idea de canales marcianos su prestigio científico, bien establecido anteriormente, se fue hundiendo poco a poco; finalmente incluso Lowell tuvo que rendirse a la evidencia.

### A la caza de un nuevo planeta
La mayor contribución de Lowell a las ciencias planetarias llegaron en sus últimos 8 años de vida en los que se dedicó a la búsqueda del Planeta X, un hipotético planeta más allá de la órbita de Neptuno. La búsqueda continuó incluso varios años después de su muerte. Finalmente, en 1930 el nuevo planeta fue descubierto por Clyde Tombaugh, un astrónomo del Observatorio Lowell. El planeta se denominó Plutón, un nombre que tenía reminiscencias mitológicas y cuyas primeras letras, "PL", representaban a Percival Lowell.
Hay que destacar que la búsqueda de un planeta más allá de Neptuno provenía de las dificultades en ajustar la órbita del planeta, lo que sugería atribuir las perturbaciones gravitatorias a un planeta exterior. Tal era el método por el que se había descubierto Neptuno, a través de sus perturbaciones sobre la órbita de Urano. Sin embargo Plutón es demasiado pequeño para tener ninguna influencia sobre la órbita de Neptuno. Finalmente el problema con el ajuste de la órbita de Neptuno resultó ser que su trayectoria no había sido bien determinada al contar con observaciones de una parte muy pequeña de su periodo orbital anual de 165 años.
En toda esa labor de búsqueda descubrió el asteroide (793) Arizona el 9 de abril de 1907.

## Eponimia
- Lowell Regio, región de Plutón que lleva su nombre.
- El cráter lunar Lowell lleva este nombre en su memoria.[2]
- El cráter marciano Lowell también conmemora su nombre.[3]